# ماني كورتيس
ماني كورتيس (بالإنجليزية: Manny Curtis)‏ هو كاتب وكاتب أغاني وشاعر أمريكي، ولد في 15 نوفمبر 1911 في بروكلين في الولايات المتحدة، وتوفي في 6 ديسمبر 1984 في سان فرانسيسكو في الولايات المتحدة.

## وصلات خارجية
- ماني كورتيس على موقع IMDb (الإنجليزية)
- ماني كورتيس على موقع ميوزك برينز (الإنجليزية)
- ماني كورتيس على موقع ميوزك برينز (الإنجليزية)
- ماني كورتيس على موقع ميوزك برينز (الإنجليزية)
- ماني كورتيس على موقع قاعدة بيانات برودواي على الإنترنت (الإنجليزية)
- ماني كورتيس على موقع أول ميوزيك (الإنجليزية)
- ماني كورتيس على موقع ديسكوغز (الإنجليزية)
- ماني كورتيس على موقع ديسكوغز (الإنجليزية)
- ماني كورتيس على موقع قاعدة بيانات الفيلم (الإنجليزية)